# Claude de La Guiche
Claude de La Guiche, mort le 9 avril 1553 à Rome, est un prélat français du XVIe siècle, évêque d'Agde puis évêque de Mirepoix. Il fait partie de la maison de La Guiche.

## Biographie
Claude de La Guiche est le fils de Pierre, seigneur de La Guiche et de Chaumont, chambellan du roi. Il est successivement prieur de Losne et de Saint-Pierre de Mâcon, abbé de Beaubec et de Hautecombe. Claude de la Guiche est nommé évêque d'Agde après la mort de François Guillaume de Castelnau de Clermont-Lodève. Il participe au Concile de Trente avec d'autres évêques mais le souverain le rappelle immédiatement après son arrivée. Craignant la colère du roi, il s'enfuit et les Légats du Concile doivent lui écrire pour lui demander de revenir. Il est nommé peu après évêque de Mirepoix .
En 1552-1553, il est nommé ambassadeur de France près le Saint-Siège par Henri II de France, fonction qu'il occupe jusqu'à sa mort en 1553 à Rome quand il est remplacé par Louis de Saint-Gelais, seigneur de Lansac.
Le Père Anselme détermine la date de son décès au 9 avril 1553

## Voir Aussi